# صفائية لغوية

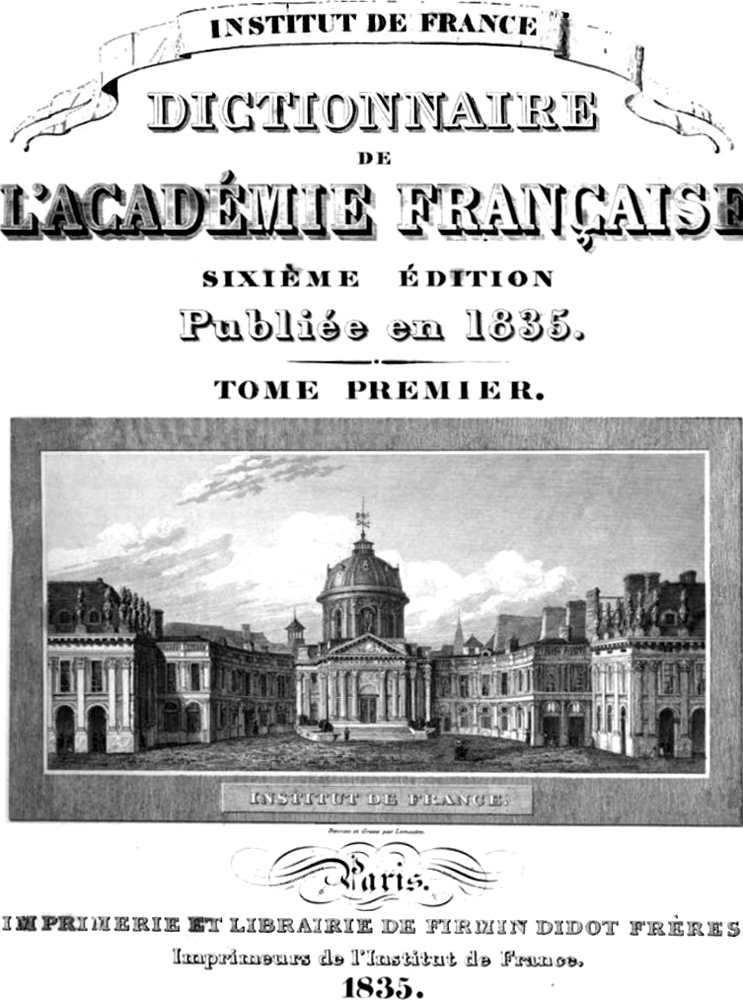

الصفائية اللغوية أو الحِمائية اللغوية هي تحديد أحد ضروب اللغة على أنه أكثر نقاءً من ضروبها الأخرى. في أحيان كثيرة يقارن الصفاء بالوضع المثالي في الماضي، ويقارن بما يعتبر «تدهوراً» أو «انحطاطاً» أو شبهاً مكروهاً بلغات أخرى.[بحاجة لمصدر]
قد تتظاهر الصفائية بنزعة إلى اصطفاء مفردات اللغة بلا اقتراض من لغات أخرى، ويتحقق خلوها مما استحدث من دخيل، أو الكلمات المولدة أو المنقولة بالمواءمة (الصوتية الدلالية).